# Mûr-de-Bretagne
Mûr-de-Bretagne är en kommun i departementet Côtes-d'Armor i regionen Bretagne i nordvästra Frankrike. Kommunen ligger i kantonen Mûr-de-Bretagne som tillhör arrondissementet Guingamp. År 2018 hade Mûr-de-Bretagne 2 031 invånare.
Mûr-de-Bretagne var målgång för den fjärde etappen av cykelloppet Tour de France 2011, liksom för den andra etappen 2021.

## Befolkningsutveckling
Antalet invånare i kommunen Mûr-de-Bretagne
Referens:INSEE